# メレディス・ビショップ
メレディス・ビショップ（Meredith Bishop、1976年1月15日 - ）は、アメリカ合衆国の女優。

## 出演作品
- おまかせアレックス（アニー・マック）